# Taufik Hidayat
Taufik Hidayat (Bandung, Jawa Barat, Indonèsia, 10 d'agost de 1981) és un jugador de bàdminton indonesi, medalla d'or dels Jocs Olímpics d'Atenes 2004.
A la final va derrotar el coreà Shon Seung-mo.
Hidayat està casat amb Ami Gumelar, filla de Gumelar Agum, expresident del KONI, President de l'antic PSSI i antic ministre del govern indonesi. Es van casar el 4 de febrer de l'any 2006 i tenen una filla que va néixer l'agost del 2007.
Les principals aficions de Taufik Hidayat són la natació i el cinema.
Els pares d'Hidayat són Aris Haris (el seu pare) i Enok (la seva mare).